# Алгоритм Ленстры — Ленстры — Ловаса
Алгоритм Ленстры — Ленстры — Ловаса (ЛЛЛ-алгоритм, LLL-алгоритм) — алгоритм редукции базиса решётки, разработанный Арьеном Ленстрой, Хендриком Ленстрой и Ласло Ловасом в 1982 году. За полиномиальное время алгоритм преобразует базис на решётке (подгруппе {\displaystyle \mathbb {R} ^{n}}) в кратчайший почти ортогональный базис на этой же решётке. По состоянию на 2019 год алгоритм Ленстры — Ленстры — Ловаса является одним из самых эффективных для вычисления редуцированного базиса в решётках больших размерностей. Он актуален прежде всего в задачах, сводящихся к поиску кратчайшего вектора решётки.

## История
Алгоритм был разработан голландскими математиками Арьеном Ленстрой и Хендриком Ленстрой совместно с венгерским математиком Ласло Ловасом в 1982 году.
Основной предпосылкой для создания ЛЛЛ-алгоритма послужило то, что процесс Грама ― Шмидта работает только с векторами, компоненты которых являются вещественными числами. Для векторного пространства {\displaystyle \mathbb {R} ^{n}} процесс Грама ― Шмидта позволяет преобразовать произвольный базис в ортонормированный («идеал», к которому стремится ЛЛЛ-алгоритм). Но процесс Грама ― Шмидта не гарантирует того, что на выходе каждый из векторов будет целочисленной линейной комбинацией исходного базиса. Таким образом, полученный в результате набор векторов может и не являться базисом исходной решётки. Это привело к необходимости создания специального алгоритма для работы с решётками.
Изначально алгоритм использовался для факторизации многочленов с целыми коэффициентами, вычисления диофантовых приближений вещественных чисел и для решения задач линейного программирования в пространствах фиксированной размерности, а впоследствии и для криптоанализа.

## Редукция базиса
Решётка в евклидовом пространстве — это подгруппа группы {\displaystyle (\mathbb {R} ^{n},+)}, порожденная {\displaystyle d} линейно независимыми векторами из {\displaystyle \mathbb {R} ^{n}}, называемыми базисом решётки. Любой вектор решётки может быть представлен целочисленной линейной комбинацией базисных векторов. Базис решётки определяется неоднозначно: на рисунке изображены два различных базиса одной и той же решётки.
Редукция базиса заключается в приведении базиса решётки к особому виду, удовлетворяющему некоторым свойствам. Редуцированный базис должен быть, по возможности, наиболее коротким среди всех базисов решётки и близким к ортогональному (что выражается в том, что итоговые коэффициенты Грама — Шмидта должны быть не больше {\displaystyle 1/2}).
Пусть в результате преобразования базиса {\displaystyle \mathbf {B} =\{\mathbf {b} _{1},\mathbf {b} _{2},\dots ,\mathbf {b} _{d}\}} с помощью процесса Грама ― Шмидта получен базис {\displaystyle \mathbf {B} ^{*}=\{\mathbf {b} _{1}^{*},\mathbf {b} _{2}^{*},\dots ,\mathbf {b} _{d}^{*}\}}, с коэффициентами Грама — Шмидта, определяемыми следующим образом:
{\textstyle \mu _{i,j}={\frac {\langle \mathbf {b} _{i},\mathbf {b} _{j}^{*}\rangle }{\langle \mathbf {b} _{j}^{*},\mathbf {b} _{j}^{*}\rangle }}}, для всех {\displaystyle j,i} таких, что {\displaystyle 1\leqslant j<i\leqslant d}.
Тогда (упорядоченный) базис {\displaystyle \mathbf {B} } называется {\displaystyle \delta }-ЛЛЛ-редуцированным базисом (где параметр {\displaystyle \delta } находится в промежутке {\textstyle (0.25,1]}), если он удовлетворяет следующим свойствам:
1. Для всех {\displaystyle i,j} таких, что {\displaystyle 1\leqslant j<i\leqslant d\colon \left|\mu _{i,j}\right|\leqslant 0{,}5}. (условие уменьшения размера)
2. Для {\displaystyle k=1,2,\dots ,d} имеет место: {\displaystyle (\delta -\mu _{k,k-1}^{2})\|\mathbf {b} _{k-1}^{*}\|^{2}\leqslant \|\mathbf {b} _{k}^{*}\|^{2}}. (условие Ловаса)

Здесь {\displaystyle \|\mathbf {b} \|} — норма вектора, {\displaystyle \langle \mathbf {b} _{i},\mathbf {b} _{j}^{*}\rangle } — cкалярное произведение векторов.
Изначально Ленстра, Ленстра и Ловас в своей статье продемонстрировали работу алгоритма для параметра {\textstyle \delta ={\frac {3}{4}}}. Несмотря на то что алгоритм остаётся корректным и для {\displaystyle \delta =1}, его работа за полиномиальное время гарантируется только для {\displaystyle \delta } в промежутке {\displaystyle (0.25,1)}.

## Свойства редуцированного базиса
Пусть {\displaystyle \mathbf {B} =\{\mathbf {b} _{1},\mathbf {b} _{2},\dots ,\mathbf {b} _{d}\}} — сокращённый алгоритмом ЛЛЛ с параметром {\displaystyle \delta } базис на решётке {\displaystyle {\mathcal {L}}}. Из определения такого базиса можно получить несколько свойств {\displaystyle \mathbf {B} }. Пусть {\displaystyle \lambda _{1}({\mathcal {L}})} — норма кратчайшего вектора решётки, тогда:
1. Первый вектор базиса не может быть значительно длиннее кратчайшего ненулевого вектора:{\textstyle \|\mathbf {b} _{1}\|\leqslant \left({\frac {2}{\sqrt {4\delta -1}}}\right)^{d-1}\cdot \lambda _{1}({\mathcal {L}})}. В частности, для {\displaystyle \delta =3/4} получается {\displaystyle \|\mathbf {b} _{1}\|\leqslant 2^{(d-1)/2}\cdot \lambda _{1}({\mathcal {L}})}[6].
2. Первый вектор базиса ограничен определителем решётки:{\textstyle \|\mathbf {b} _{1}\|\leqslant \left({\frac {2}{\sqrt {4\delta -1}}}\right)^{(d-1)/2}\cdot \det({\mathcal {L}})^{1/d}}. В частности, для {\displaystyle \delta =3/4} получается {\displaystyle \|\mathbf {b} _{1}\|\leqslant 2^{(d-1)/4}\cdot (\det {\mathcal {L}})^{1/d}}[3].
3. Произведение норм векторов не может быть сильно больше определителя решётки:{\textstyle \prod _{i=1}^{d}\|\mathbf {b} _{i}\|\leqslant \left({\frac {2}{\sqrt {4\delta -1}}}\right)^{d(d-1)/2}\cdot \det({\mathcal {L}})}. В частности, {\displaystyle \prod _{i=1}^{d}\|\mathbf {b} _{i}\|\leqslant 2^{d(d-1)/4}\cdot \det({\mathcal {L}})} для {\displaystyle \delta =3/4}[3].

Базис, преобразованный методом ЛЛЛ, почти самый короткий из всех возможных, в том смысле, что существуют абсолютные границы {\displaystyle c_{i}>1} такие, что первый базисный вектор не более чем в {\displaystyle c_{1}} раз длиннее самого короткого вектора решётки, аналогично, второй вектор базиса не более чем в {\displaystyle c_{2}} раз превосходит второй кратчайший вектор решётки и так далее (что прямо следует из свойства 1).

## Алгоритм
Входные данные:
базис решётки {\displaystyle \mathbf {b} _{1},\mathbf {b} _{2},\dots ,\mathbf {b} _{d}\in \displaystyle \mathbb {R} ^{3}} (состоит из линейно независимых векторов),
параметр {\displaystyle \delta } c {\textstyle {\frac {1}{4}}<\delta <1}, чаще всего {\textstyle \delta ={\frac {3}{4}}} (выбор параметра зависит от конкретной задачи).
Последовательность действий:
1. Сначала создается копия исходного базиса, которая ортогонализуется для того, чтобы по ходу алгоритма текущий базис сравнивался с полученной копией на предмет ортогональности ({\displaystyle \mathbf {b} _{1}^{*},\mathbf {b} _{2}^{*},\dots ,\mathbf {b} _{d}^{*}}).
2. Если какой-либо коэффициент Грама — Шмидта {\displaystyle \vert \mu _{k,j}\vert } (с {\displaystyle j<k}) по модулю больше {\displaystyle 0{,}5}, то проекция одного из векторов {\displaystyle \mathbf {b} _{k}} текущего базиса на вектор {\displaystyle \mathbf {b} _{j}^{*}} ортогонализованного базиса с другим номером составляет больше половины {\displaystyle \mathbf {b} _{j}^{*}}. Это говорит о том, что необходимо вычесть из вектора {\displaystyle \mathbf {b} _{k}} вектор {\displaystyle \mathbf {b} _{j}}, домноженный на округленный {\displaystyle \vert \mu _{k,j}\vert } (округление нужно, так как вектор решётки остается вектором этой же решётки только при умножении на целое число, что следует из её определения). Тогда {\displaystyle \vert \mu _{k,j}\vert } станет меньше {\displaystyle 0{,}5}, так как теперь проекция  {\displaystyle \mathbf {b} _{k}} на {\displaystyle \mathbf {b} _{j}^{*}} будет меньше половины {\displaystyle \mathbf {b} _{j}^{*}}. Таким образом производится проверка соответствию 1-му условию из определения ЛЛЛ-редуцированного базиса.
3. Пересчитывается {\displaystyle \mu _{k,j}} для {\displaystyle j<k}.
4. Для {\displaystyle \mathbf {b} _{k}} проверяется 2-е условие, введенное авторами алгоритма как определение ЛЛЛ-редуцированного базиса[1]. Если условие не выполнено, то индексы проверяемых векторов меняются местами. И условие проверяется снова для того же вектора (уже с новым индексом).
5. Пересчитываются {\displaystyle \mathbf {b} _{k}^{*},\mathbf {b} _{k-1}^{*},\langle \mathbf {b} _{k}^{*},\mathbf {b} _{k}^{*}\rangle ,\langle \mathbf {b} _{k-1}^{*},\mathbf {b} _{k-1}^{*}\rangle } для {\displaystyle k>1} и {\displaystyle \mu _{k-1,j},\mu _{k,j}} для {\displaystyle j<k}
6. Если остался какой-либо {\displaystyle \mu _{k,j}}, по модулю превышающий {\displaystyle 0{,}5} (уже с другим {\displaystyle k}), то надо вернуться к пункту 2.
7. Когда все условия проверены и сделаны изменения, алгоритм завершает работу.

В алгоритме {\displaystyle \lfloor \mu _{k,j}\rceil } — округление по правилам математики. Процесс алгоритма, описанный на псевдокоде:
```
  
ortho
 

  

    

      

        
:=

        

          
g

          
r

          
a

          
m

          
S

          
c

          
h

          
m

          
i

          
d

          
t

        

        
(

        
{

        

          

            
b

          

          

            
1

          

        

        
,

        
…

        
,

        

          

            
b

          

          

            
d

          

        

        
}

        
)

        
=

        
{

        

          

            
b

          

          

            
1

          

          

            
∗

          

        

        
,

        
…

        
,

        

          

            
b

          

          

            
d

          

          

            
∗

          

        

        
}

      

    

    
{\displaystyle :=\mathrm {gramSchmidt} (\{\mathbf {b} _{1},\dots ,\mathbf {b} _{d}\})=\{\mathbf {b} _{1}^{*},\dots ,\mathbf {b} _{d}^{*}\}}

  

 
  (выполнить 
процесс Грама — Шмидта
 без нормировки);
  
определить
 

  

    

      

        

          
μ

          

            
k

            
,

            
j

          

        

        
:=

        

          

            

              
⟨

              

                

                  
b

                

                

                  
k

                

              

              
,

              

                

                  
b

                

                

                  
j

                

                

                  
∗

                

              

              
⟩

            

            

              
⟨

              

                

                  
b

                

                

                  
j

                

                

                  
∗

                

              

              
,

              

                

                  
b

                

                

                  
j

                

                

                  
∗

                

              

              
⟩

            

          

        

      

    

    
{\textstyle \mu _{k,j}:={\frac {\langle \mathbf {b} _{k},\mathbf {b} _{j}^{*}\rangle }{\langle \mathbf {b} _{j}^{*},\mathbf {b} _{j}^{*}\rangle }}}

  

,
 
всегда
 подразумевая 
наиболее актуальные значения 

  

    

      

        

          

            
b

          

          

            
k

          

        

        
,

        

          

            
b

          

          

            
j

          

          

            
∗

          

        

      

    

    
{\displaystyle \mathbf {b} _{k},\mathbf {b} _{j}^{*}}

  

  
присвоить
 

  

    

      

        
k

        
=

        
2

      

    

    
{\displaystyle k=2}

  

  
пока
 

  

    

      

        
k

        
⩽

        
d

      

    

    
{\displaystyle k\leqslant d}

  

:

    
для
 
j
 
от
 

  

    

      

        
k

        
−

        
1

      

    

    
{\displaystyle k-1}

  

 
до
 
0
:

       
если
 

  

    

      

        

          
|

        

        

          
μ

          

            
k

            
,

            
j

          

        

        

          
|

        

        
>

        

          

            
1

            
2

          

        

      

    

    
{\textstyle |\mu _{k,j}|>{\frac {1}{2}}}

  

, 
то
:
          

  

    

      

        

          

            
b

          

          

            
k

          

        

        
=

        

          

            
b

          

          

            
k

          

        

        
−

        
⌊

        

          
μ

          

            
k

            
,

            
j

          

        

        
⌉

        

          

            
b

          

          

            
j

          

        

      

    

    
{\displaystyle \mathbf {b} _{k}=\mathbf {b} _{k}-\lfloor \mu _{k,j}\rceil \mathbf {b} _{j}}

  

;

          Обновить значения 

  

    

      

        

          
|

        

        

          
μ

          

            
k

            
,

            
j

          

        

        

          
|

        

      

    

    
{\displaystyle |\mu _{k,j}|}

  

 для 

  

    

      

        
j

        
<

        
k

      

    

    
{\displaystyle j<k}

  

;
       
конец
 
условия
;
    
конец
 
цикла
;
    
если
 

  

    

      

        
(

        
δ

        
−

        

          
μ

          

            
k

            
,

            
k

            
−

            
1

          

          

            
2

          

        

        
)

        
‖

        

          

            
b

          

          

            
k

            
−

            
1

          

          

            
∗

          

        

        

          
‖

          

            
2

          

        

        
⩽

        
‖

        

          

            
b

          

          

            
k

          

          

            
∗

          

        

        

          
‖

          

            
2

          

        

      

    

    
{\textstyle (\delta -\mu _{k,k-1}^{2})\|\mathbf {b} _{k-1}^{*}\|^{2}\leqslant \|\mathbf {b} _{k}^{*}\|^{2}}

  

, 
то
:

       

  

    

      

        
k

        
=

        
k

        
+

        
1

      

    

    
{\displaystyle k=k+1}

  

    
иначе
:
       
поменять 

  

    

      

        

          

            
b

          

          

            
k

          

        

      

    

    
{\displaystyle \mathbf {b} _{k}}

  

 и 

  

    

      

        

          

            
b

          

          

            
k

            
−

            
1

          

        

      

    

    
{\displaystyle \mathbf {b} _{k-1}}

  

 местами;

       Обновить значения 

  

    

      

        

          

            
b

          

          

            
k

          

          

            
∗

          

        

        
,

        

          

            
b

          

          

            
k

            
−

            
1

          

          

            
∗

          

        

        
,

        
⟨

        

          

            
b

          

          

            
k

          

          

            
∗

          

        

        
,

        

          

            
b

          

          

            
k

          

          

            
∗

          

        

        
⟩

        
,

        
⟨

        

          

            
b

          

          

            
k

            
−

            
1

          

          

            
∗

          

        

        
,

        

          

            
b

          

          

            
k

            
−

            
1

          

          

            
∗

          

        

        
⟩

      

    

    
{\displaystyle \mathbf {b} _{k}^{*},\mathbf {b} _{k-1}^{*},\langle \mathbf {b} _{k}^{*},\mathbf {b} _{k}^{*}\rangle ,\langle \mathbf {b} _{k-1}^{*},\mathbf {b} _{k-1}^{*}\rangle }

  

 для 

  

    

      

        
k

        
>

        
1

      

    

    
{\displaystyle k>1}

  

; 

  

    

      

        

          
μ

          

            
k

            
−

            
1

            
,

            
j

          

        

        
,

        

          
μ

          

            
k

            
,

            
j

          

        

      

    

    
{\displaystyle \mu _{k-1,j},\mu _{k,j}}

  

 для 

  

    

      

        
j

        
<

        
k

      

    

    
{\displaystyle j<k}

  

;
       

  

    

      

        
k

        
=

        
max

        
(

        
k

        
−

        
1

        
,

        
1

        
)

      

    

    
{\displaystyle k=\max(k-1,1)}

  

;
    
конец
 
условия
;
  
конец
 
цикла
.
```

Выходные данные: редуцированный базис: {\displaystyle \mathbf {b} _{1},\mathbf {b} _{2},\dots ,\mathbf {b} _{d}}.

## Вычислительная сложность
На входе имеется базис {\displaystyle n}-мерных векторов {\displaystyle \mathbf {B} =\{\mathbf {b} _{1},\mathbf {b} _{2},\dots ,\mathbf {b} _{d}\}} с {\displaystyle \ d\leqslant n}.
Если вектора базиса состоят из целочисленных компонент, алгоритм приближает кратчайший почти ортогональный базис за полиномиальное время {\displaystyle O(d^{5}n\log ^{3}B)}, где {\displaystyle B} — максимальная длина {\displaystyle \mathbf {b} _{i}} по евклидовой норме, то есть {\displaystyle B=\max \left(\|\mathbf {b} _{1}\|_{2},\|\mathbf {b} _{2}\|_{2},...,\|\mathbf {b} _{d}\|_{2}\right)}. Основной цикл алгоритма ЛЛЛ требует {\displaystyle O(d^{2}\log B)} итераций и работает с числами длины {\displaystyle O(d\log B)}. Так как на каждой итерации происходит обработка {\displaystyle d} векторов длины {\displaystyle n}, в итоге алгоритм требует {\displaystyle O(d^{3}n\log ^{3}B)} арифметических операций. Применение наивных алгоритмов сложения и умножения целых чисел даёт в итоге {\displaystyle O(d^{5}n\log ^{3}B)} битовых операций.
В случае, когда у решётки задан базис с рациональными компонентами, эти рациональные числа сначала необходимо преобразовать в целые путем умножения базисных векторов на знаменатели их компонент (множество знаменателей ограничено некоторым целым числом {\displaystyle X}). Но тогда операции будут производиться уже над целыми числами, не превышающими {\displaystyle X^{nd}}. В итоге будет максимум {\displaystyle O(d^{8}n^{4}\log ^{3}X)} битовых операций. Для случая, когда решётка задана в {\displaystyle \mathbb {R} ^{n}}, сложность алгоритма остается такой же, но увеличивается количество битовых операций. Так как в компьютерном представлении любое вещественное число заменяется рациональным в силу ограниченности битового представления, полученная оценка верна и для вещественных решёток.
В то же время для размерностей меньше чем 4 задача редукции базиса более эффективно решается алгоритмом Лагранжа.

## Пример
Пример, приводимый Вибом Босмой.
Пусть базис решётки {\displaystyle \mathbf {b} _{1},\mathbf {b} _{2},\mathbf {b} _{3}\in \displaystyle \mathbb {Z} ^{3}} (как подгруппа {\displaystyle (\mathbb {R} ^{n},+)}), задан столбцами матрицы:
{\displaystyle {\begin{bmatrix}1&-1&3\\1&0&5\\1&2&6\end{bmatrix}}}
По ходу алгоритма получается следующее:
1. Процесс ортогонализации Грама-Шмидта
  1. {\textstyle b_{1}^{*}=b_{1}={\begin{bmatrix}1\\1\\1\end{bmatrix}},B_{1}=\langle b_{1}^{*},b_{1}^{*}\rangle =3}
  2. {\textstyle \mu _{2,1}={\frac {\langle b_{2},b_{1}^{*}\rangle }{B_{1}}}={\frac {1}{3}}\left(<{\frac {1}{2}}\right)}, {\displaystyle b_{2}^{*}=b_{2}-\mu _{2,1}b_{1}^{*}={\begin{bmatrix}{\frac {-4}{3}}\\{\frac {-1}{3}}\\{\frac {5}{3}}\end{bmatrix}}} и {\textstyle B_{2}=\langle b_{2}^{*},b_{2}^{*}\rangle ={\frac {14}{3}}.}
  3. {\textstyle \mu _{3,1}={\frac {14}{3}}(>{\frac {1}{2}})}, поэтому {\displaystyle b_{3}^{*}={\begin{bmatrix}{\frac {-5}{3}}\\{\frac {1}{3}}\\{\frac {4}{3}}\end{bmatrix}}} и {\textstyle \mu _{3,2}={\frac {\langle b_{3},b_{2}^{*}\rangle }{B_{2}}}={\frac {13}{14}}\left(>{\frac {1}{2}}\right)}, тогда {\textstyle b_{3}^{*}={\begin{bmatrix}{\frac {-6}{14}}\\{\frac {9}{14}}\\{\frac {-3}{14}}\end{bmatrix}}} и {\textstyle B_{3}={\frac {9}{14}}}
2. При {\displaystyle k=2} имеем {\displaystyle \mu _{2,1}<{\frac {1}{2}}} и {\displaystyle (\delta -\mu _{2,1}^{2})\|\mathbf {b} _{1}^{*}\|^{2}\leqslant \|\mathbf {b} _{2}^{*}\|^{2}}, поэтому переходим к следующему шагу.
3. При {\displaystyle k=3} имеем:
  1. {\displaystyle \lfloor \mu _{3,2}\rceil =1}, значит {\textstyle b_{3}=b_{3}-1\cdot b_{2}={\begin{bmatrix}3\\5\\6\end{bmatrix}}-{\begin{bmatrix}-1\\0\\2\end{bmatrix}}={\begin{bmatrix}4\\5\\4\end{bmatrix}}}, теперь {\textstyle \mu _{3,2}={\frac {13}{14}}-1=-{\frac {1}{14}},\mu _{3,1}={\frac {13}{3}}}
  2. {\displaystyle \lfloor \mu _{3,1}\rceil =4}, значит {\textstyle b_{3}=b_{3}-4\cdot b_{1}={\begin{bmatrix}4\\5\\4\end{bmatrix}}-{\begin{bmatrix}4\\4\\4\end{bmatrix}}={\begin{bmatrix}0\\1\\0\end{bmatrix}}}, теперь {\textstyle \mu _{3,2}=-{\frac {1}{14}},\mu _{3,1}={\frac {1}{3}}}
  3. {\displaystyle (\delta -\mu _{3,2}^{2})\|\mathbf {b} _{2}^{*}\|^{2}>\|\mathbf {b} _{3}^{*}\|^{2}}, поэтому {\displaystyle b_{3}} и {\displaystyle b_{2}} меняются местами.
4. Теперь возвращаемся к шагу 1, при этом промежуточная матрица {\displaystyle (\mathbf {b} _{1},\mathbf {b} _{2},\mathbf {b} _{3})} имеет вид {\displaystyle {\begin{bmatrix}1&0&-1\\1&1&0\\1&0&2\end{bmatrix}}}

Выходные данные: базис, редуцированный методом Ленстры — Ленстры — Ловаса:
{\displaystyle {\begin{bmatrix}0&1&-1\\1&0&0\\0&1&2\end{bmatrix}}}

## Применение
Алгоритм часто применяется в рамках метода MIMO (пространственное кодирования сигнала) для декодирования сигналов, полученных несколькими антеннами, и в криптосистемах с открытым ключом: криптосистемах, основанных на задаче о ранце, RSA с конкретными настройками, NTRUEncrypt и так далее. Алгоритм может быть использован для нахождения целых решений в разных задачах теории чисел, в частности для поиска корней многочлена в целых числах.
В процессе атак на криптосистемы с открытым ключом (NTRU) алгоритм используется для поиска кратчайшего вектора решётки, так как алгоритм в результате находит целый набор кратчайших векторов.
В криптоанализе RSA c малой CRT-экспонентой задача, так же как в случае с NTRU, сводится к поиску кратчайшего вектора базиса решётки, который находится за полиномиальное (от размерности базиса) время.
В задачах о ранце, в частности, для атаки на криптосистемe Меркла — Хеллмана алгоритм ЛЛЛ ищет редуцированный базис решётки.

## Вариации и обобщения
Использование арифметики на числах с плавающей запятой вместо точного представления рациональных чисел может значительно ускорить работу ЛЛЛ-алгоритма ценой совсем небольших численных ошибок.

## Реализации алгоритма
Программно алгоритм реализован в следующем программном обеспечении:
- В fpLLL как автономная реализация[16];
- В GAP как функция LLLReducedBasis [17];
- В Macaulay2[англ.] как функция LLL в библиотеке LLLBases [18];
- В Magma[англ.] как функции LLL и LLLGram [19];
- В Maple как функция IntegerRelations[LLL] [20];
- В Mathematica как функция LatticeReduce [21];
- В Number Theory Library (NTL) как модуль LLL [22];
- В PARI/GP[англ.] как функция qflll [23];
- В Pymatgen как функция analysis.get_lll_reduced_lattice [24];
- В SageMath как метод LLL, реализованный в fpLLL и NTL[25].